# Louis de Grange
Louis de Grange Concha (Santiago, 1 de abril de 1973) es un ingeniero industrial chileno, especialista en transportes. Entre marzo de 2018 y abril de 2022 ejerció como presidente de Metro S.A.

## Biografía
Nació el 1 de abril de 1973, siendo hijo de Alain de Grange y María Beatriz Concha. Estudió ingeniería civil industrial en la Pontificia Universidad Católica de Chile (PUC), titulándose en 1998. Tiene un Magíster en Economía de Transporte y Doctorado en Planificación de Sistema de Transporte por la misma universidad. En 2008 fue elegido por El Mercurio entre los «100 Jóvenes Líderes» de su país por ser considerado «líder de opinión» durante la crisis del Transantiago.
Ha ejercido como académico en la PUC, donde es profesor asociado adjunto del Departamento de Ingeniería Industrial y de Sistemas, y de la Universidad Diego Portales (UDP), donde fue director de la Escuela de Ingeniería Industrial entre 2006 y 2018. Además tiene una treintena de publicaciones académicas y ha sido revisor de múltiples revistas científicas en el área del transporte y la planificación de urbana, entre las que destacan Transportation Science, Transportation Research, Transport Policy, Transportation, Transportmetrica, Applied Economics, Geographycal Analysis y Eure, entre otras.[cita requerida]
Entre 2012 y 2014 fue director de Metro S.A., empresa estatal controladora del Metro de Santiago, y el 23 de abril de 2018 asumió como presidente de la sociedad. En ese rol, primero fue víctima, en mayo de 2019, de un ataque con un paquete bomba, el cual se adjudicó el grupo ecoterrorista Individualistas Tendiendo a lo Salvaje y el cual fue frustrado por carabineros. Más tarde, en octubre del mismo año, debió enfrentar las protestas que dejaron grandes daños a la red de metro y forzaron su inédito cierre total durante dos días.
Anunció su renuncia a la presidencia del directorio de Metro S.A. el 25 de abril de 2022.